# Avigliana

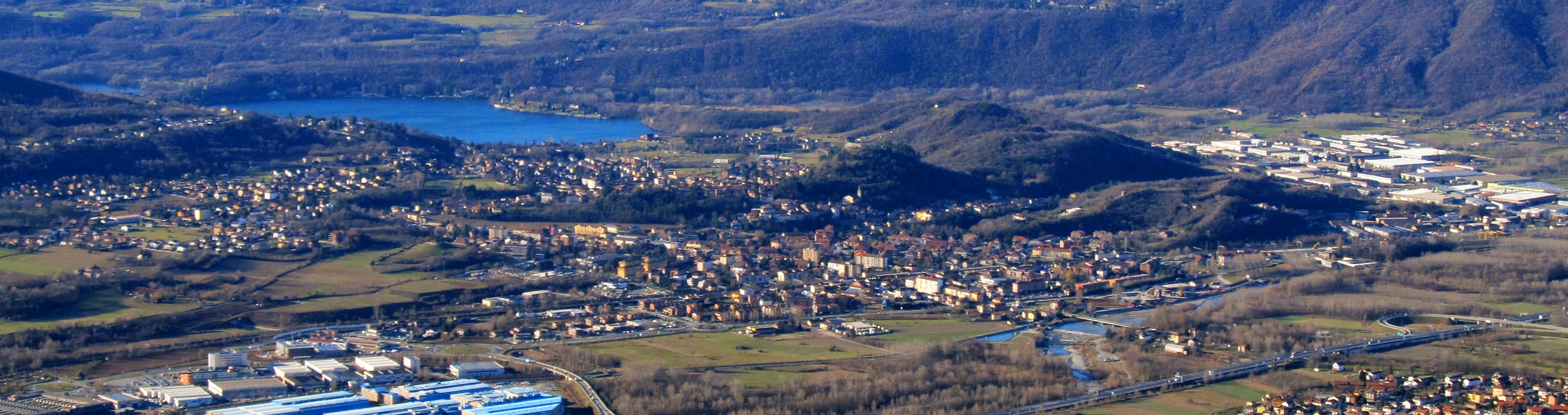
Panorama desde el monte Musinè

Avigliana (en piamontés Vijan-a) es un municipio italiano de 12.133 habitantes de la provincia de Turín, en la región del Piamonte, situado a una veintena de kilómetros al oeste de la capital piamontesa. Avigliana queda en el valle de Susa, sobreun anfiteatro morrénico comprendido entre el Monte Pirchiriano, sobre el cual se erige la Sacra di San Michele, y la colina de Rivoli.
Lo atraviesa la autopista que desde Turín se dirige a Frejus (Francia).

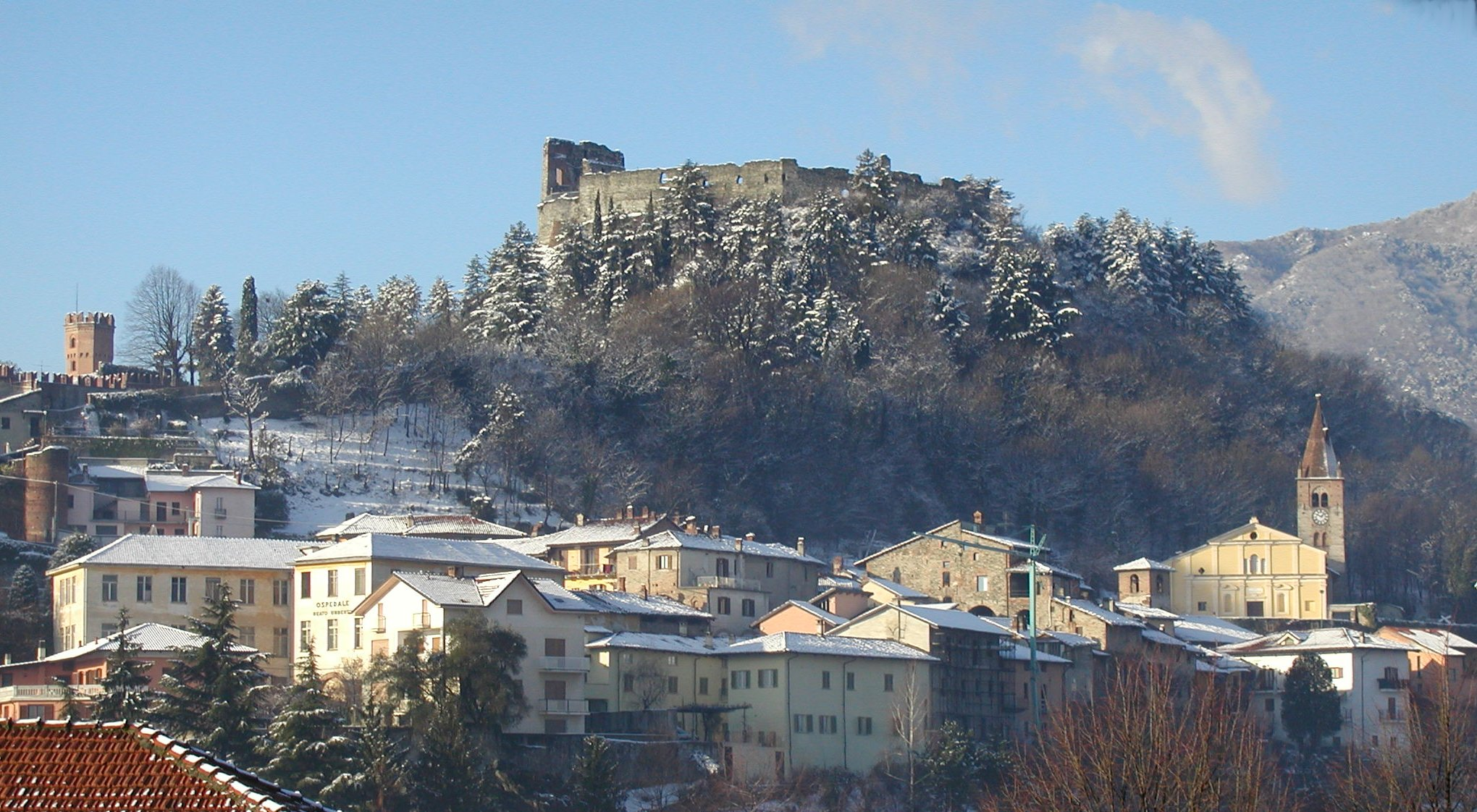
Castillo de Avigliana.

Es conocido sobre todo por sus dos lados maar, Lago Grande y Lago Piccolo. 
Avigliana limita con los siguientes municipios: Villar Dora, Almese, Caselette, Sant'Ambrogio di Torino, Valgioie, Buttigliera Alta, Giaveno, Reano y Trana.

## Historia

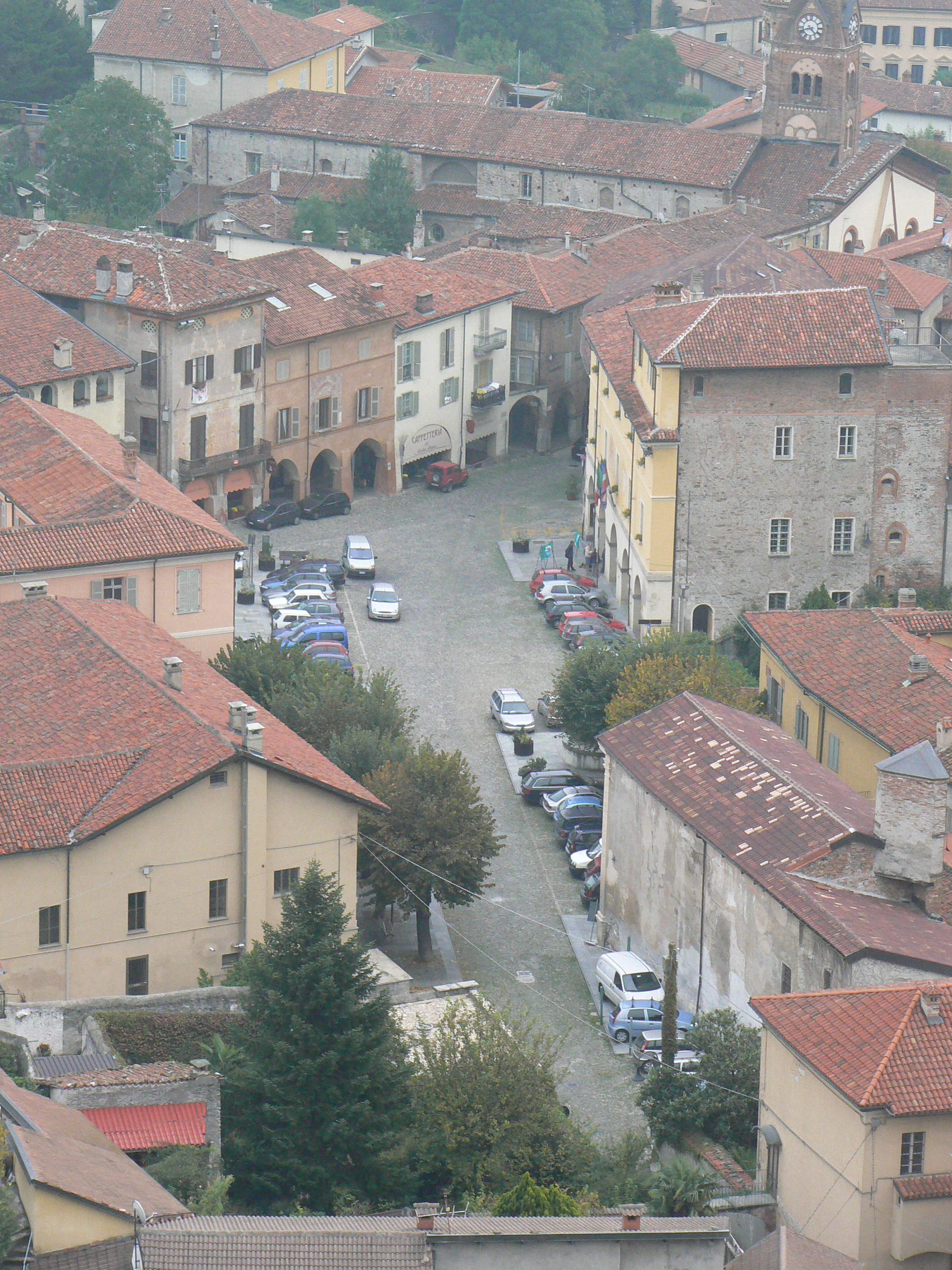
Piazza Conte Rosso, vista desde el castillo.

En 574 el rey lombardo Clefi construyó aquí un castillo. Según algunas fuentes, la batalla entre los francos de Pipino el Breve y los lombardos de Aistulfo ocurrió en las proximidades en 750. Más tarde Avigliana dependió de la abadía de Novalesa. Luego fue una posesión de la Casa de Saboya.
Avigliana fue tomada por el emperador Enrique VI en 1187, después de un asedio, y la conquistó provocando grandes daños al castillo y la ciudad. Tomás I de Saboya aprovechó la nueva política de Enrique IV para reconciliarse con el imperio y obtener derechos propios sobre Avigliana para poder reconstruir el castillo. 
Avigliana en 1350 fue declarada plaza franca por Amadeo VI llamado el Conte Verde que realizó labores de fortificación en el castillo y sus muros, en el 1360 nace de Amadeo VI y Bona de Borbón Amadeo VII llamado el Conte Rosso que siguió las huellas del padre convirtiéndose en una de las principales personalidades de la casa de Saboya.
En 1536, en el curso de las guerras italianas, fue invadida por tropas francesas, retirándose por la Paz de Cateau-Cambrésis en 1559. Los ataques franceses se repitieron en 1630 durante la guerra de Sucesión de Mantua, retornado la ciudad a Saboya por el Tratado de Cherasco al año siguiente y 1690 durante la guerra de los Nueve Años, esta última invasión terminó con la destrucción del castillo.

## Lugares de interés
Avigliana conserva aún numerosos testimonios medievales, en particular el caserío en torno a la piazza Conte Rosso presenta aún algunos edificios del siglo XIII, en el centro de la plaza hay un pozo de 1300 en buenas condiciones de conservación. Cerca está la Torre del Reloj (Torre dell'Orologio) que albergó el primer reloj público del Piamonte y el segundo de Italia.
Dominan el paisaje las ruinas del castillo, destruido en el siglo XVII por los franceses; a él se puede acceder con un breve recorrido desde la piazza Conte Rosso. 
Otros monumentos de interés son:
- Iglesia de San Giovanni, con varias obras de Defendente Ferrari. Está en los alrededores de la piazza Conte Rosso.
- Iglesia románica de San Pietro.
- Iglesia de Santa Maria Maggiore
- Casa di Porta Ferrata
- Parque natural de los Lagos de Avigliana.

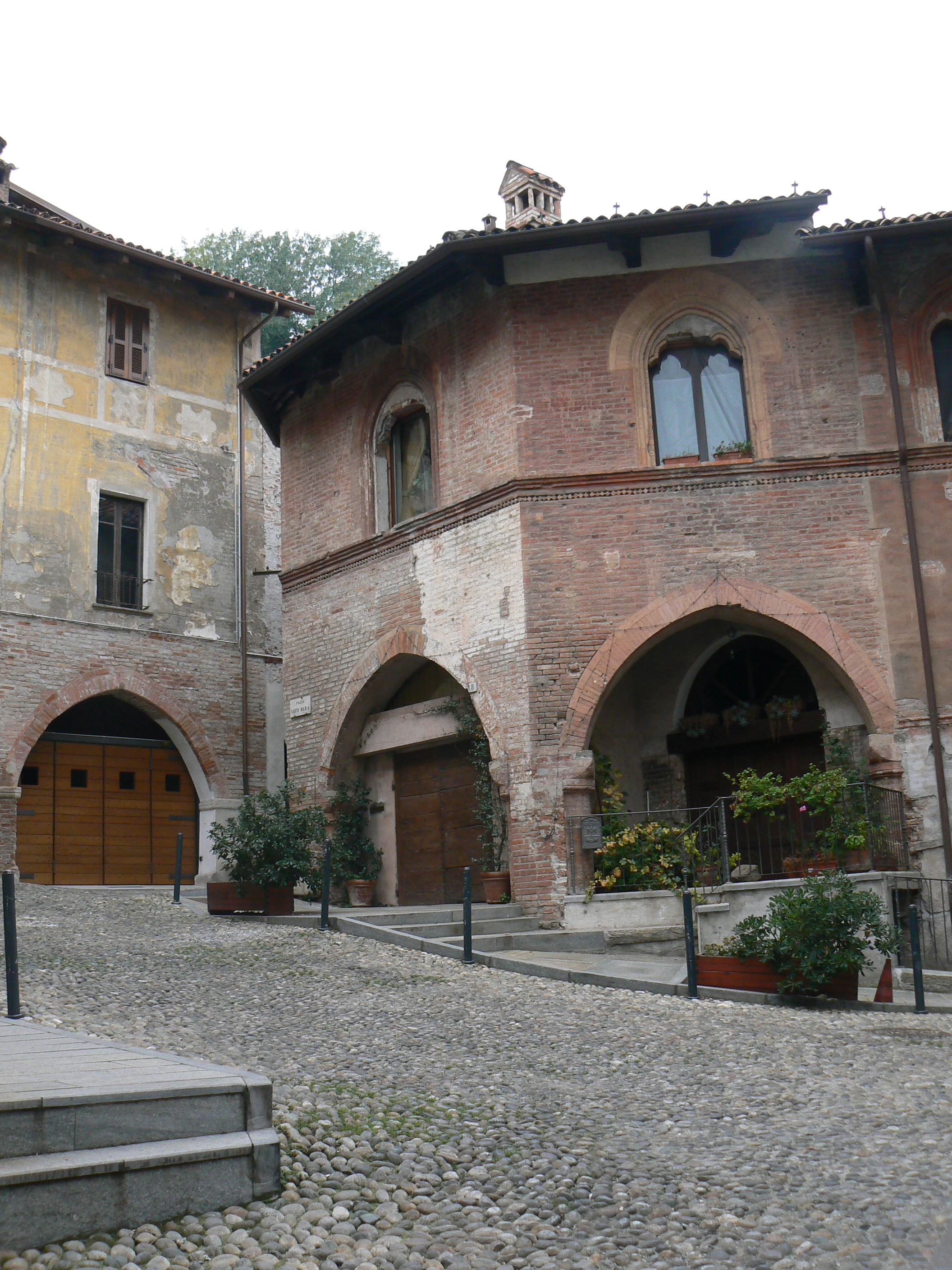
Plaza S. Maria
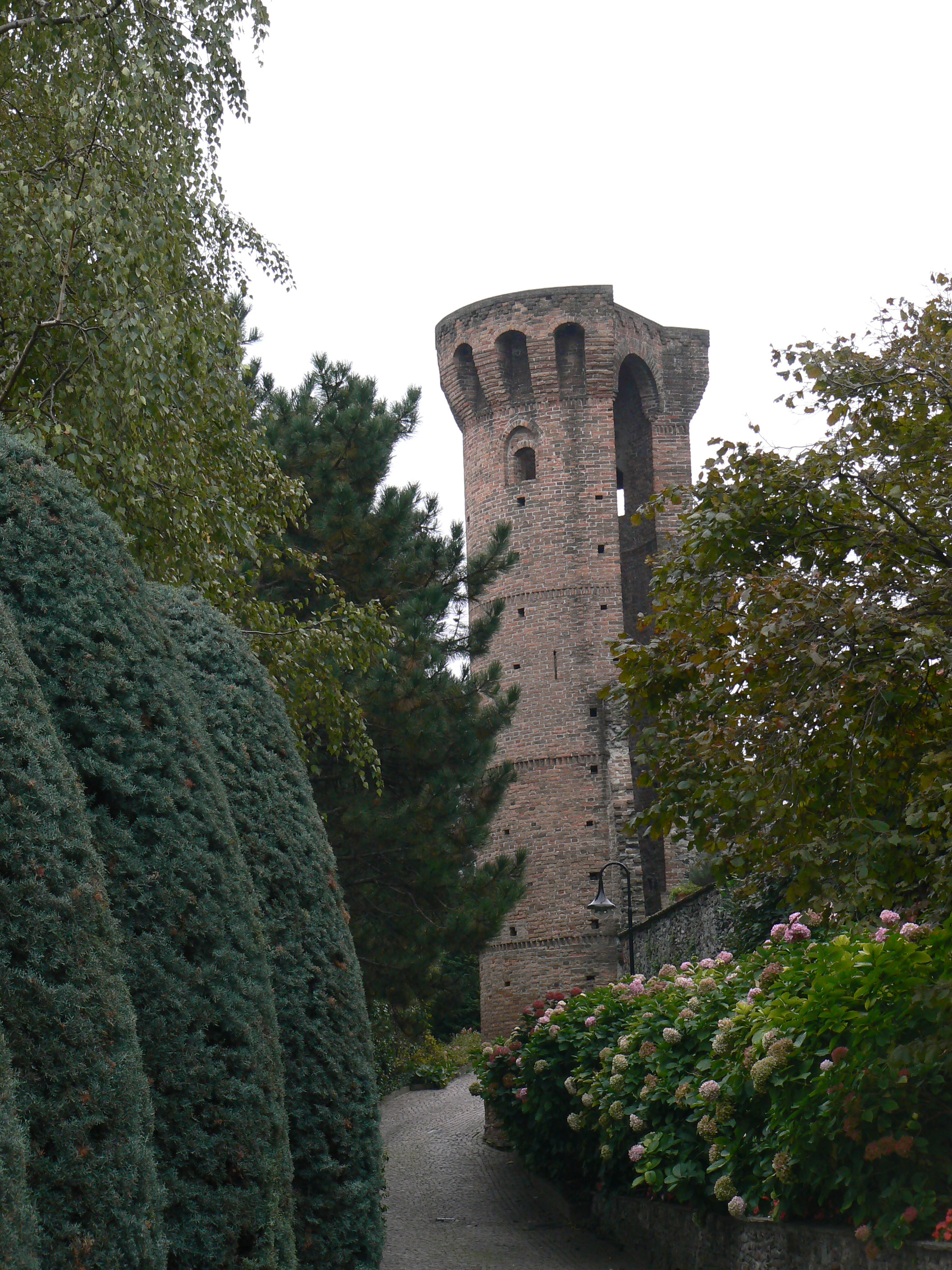
Torre
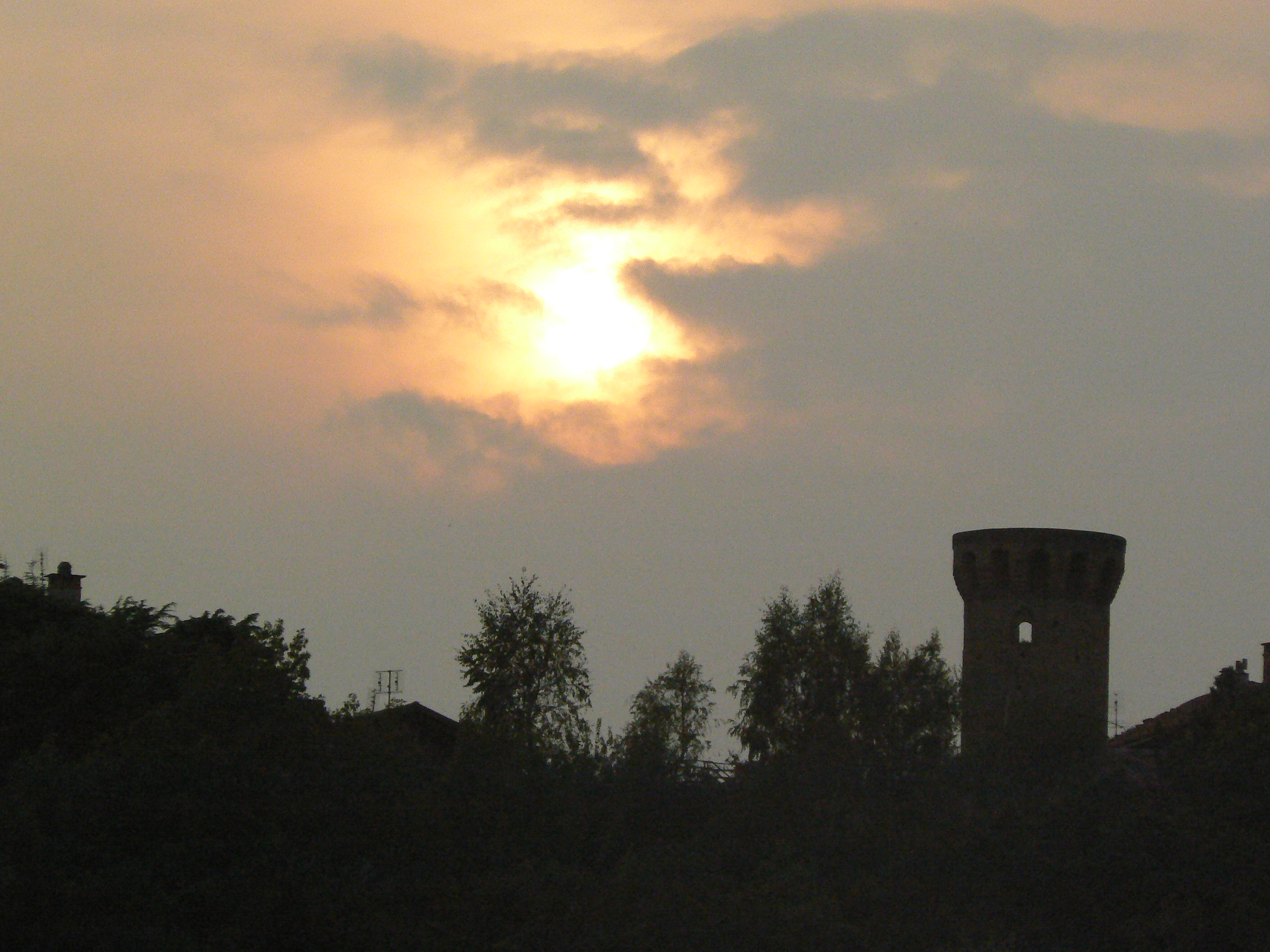
Sunset
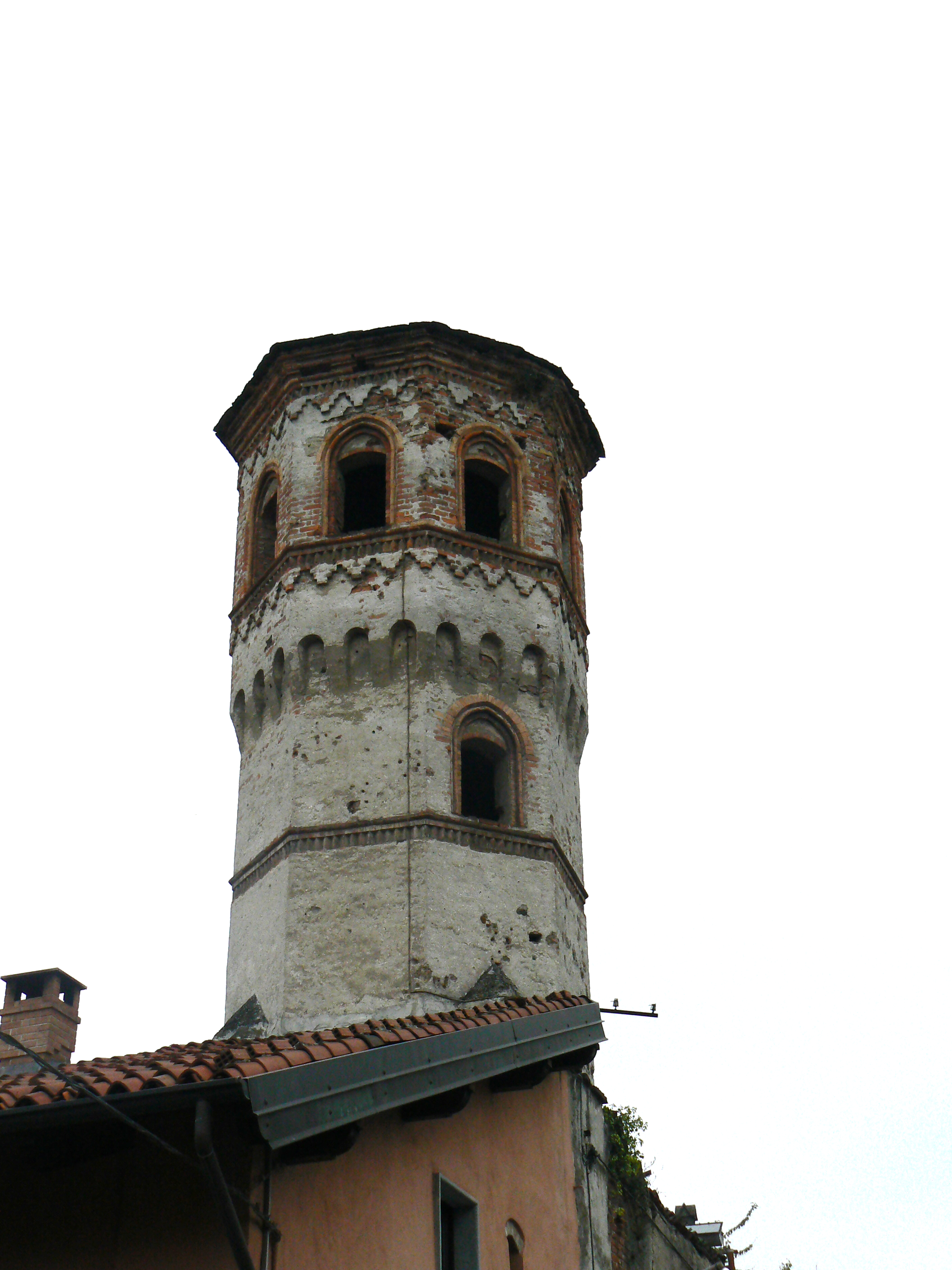
Torre del Reloj
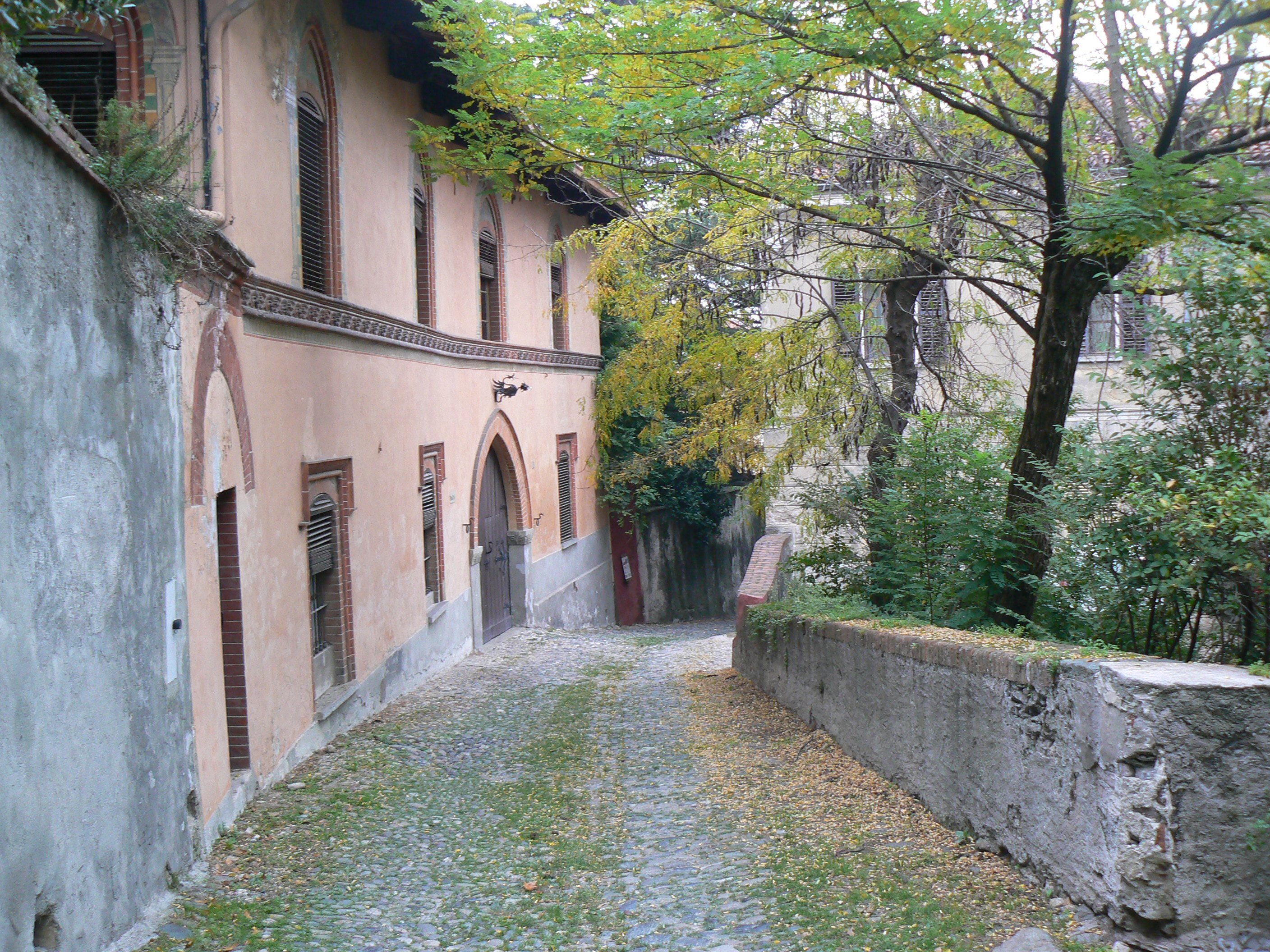
Villa Cantamerlo
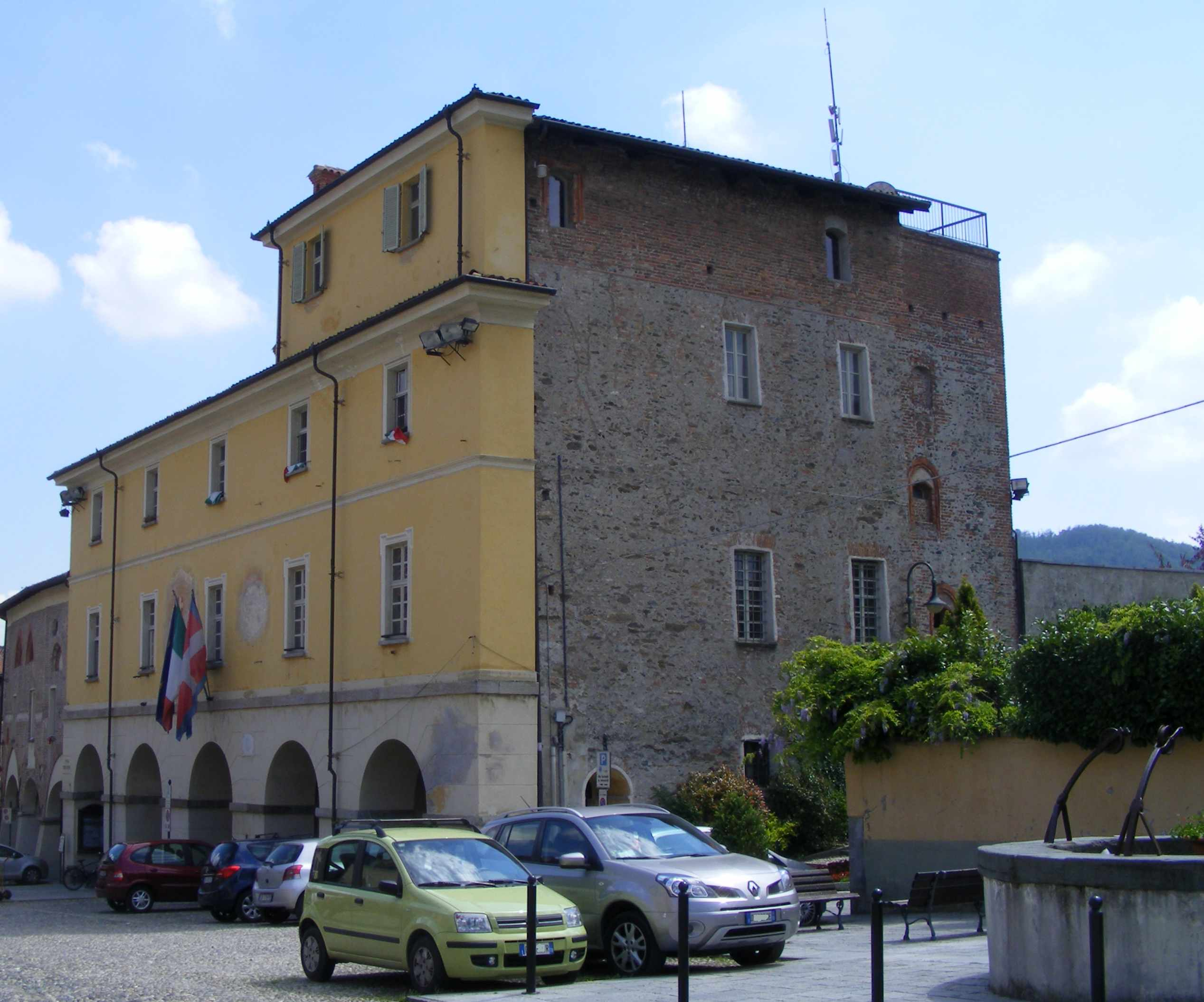
Municipio
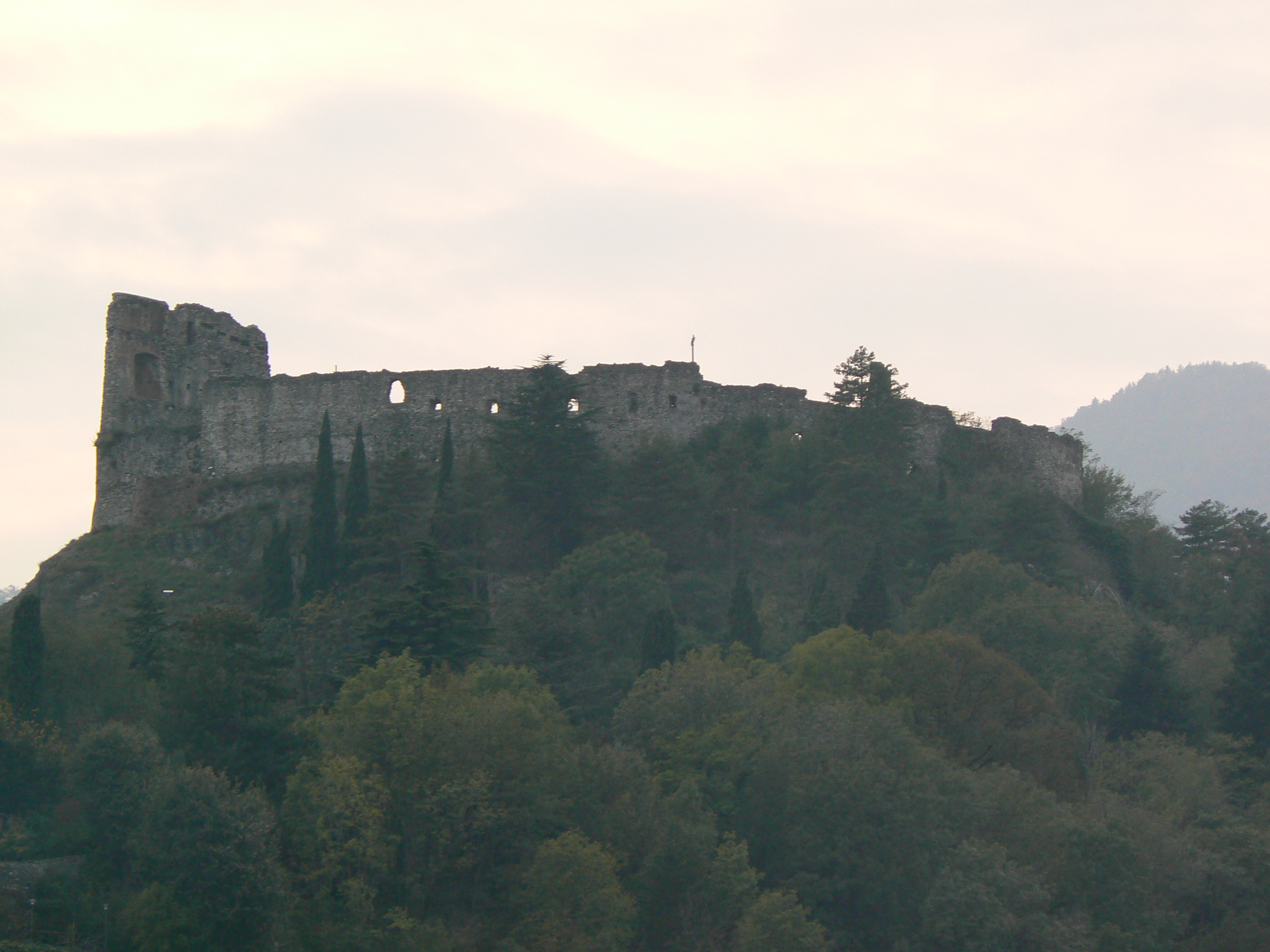
Castillo de Avigliana
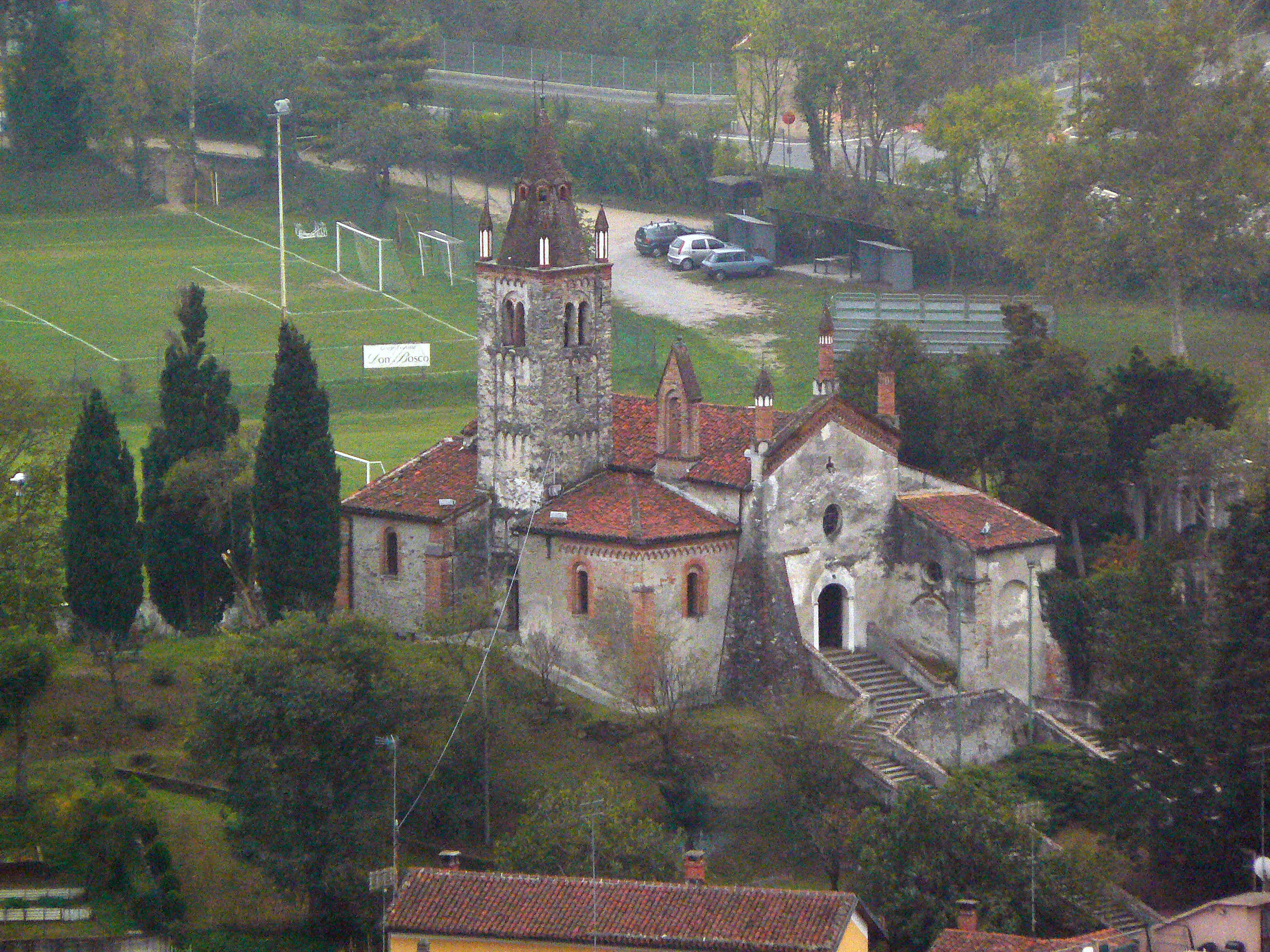
Iglesia de S. Pietro
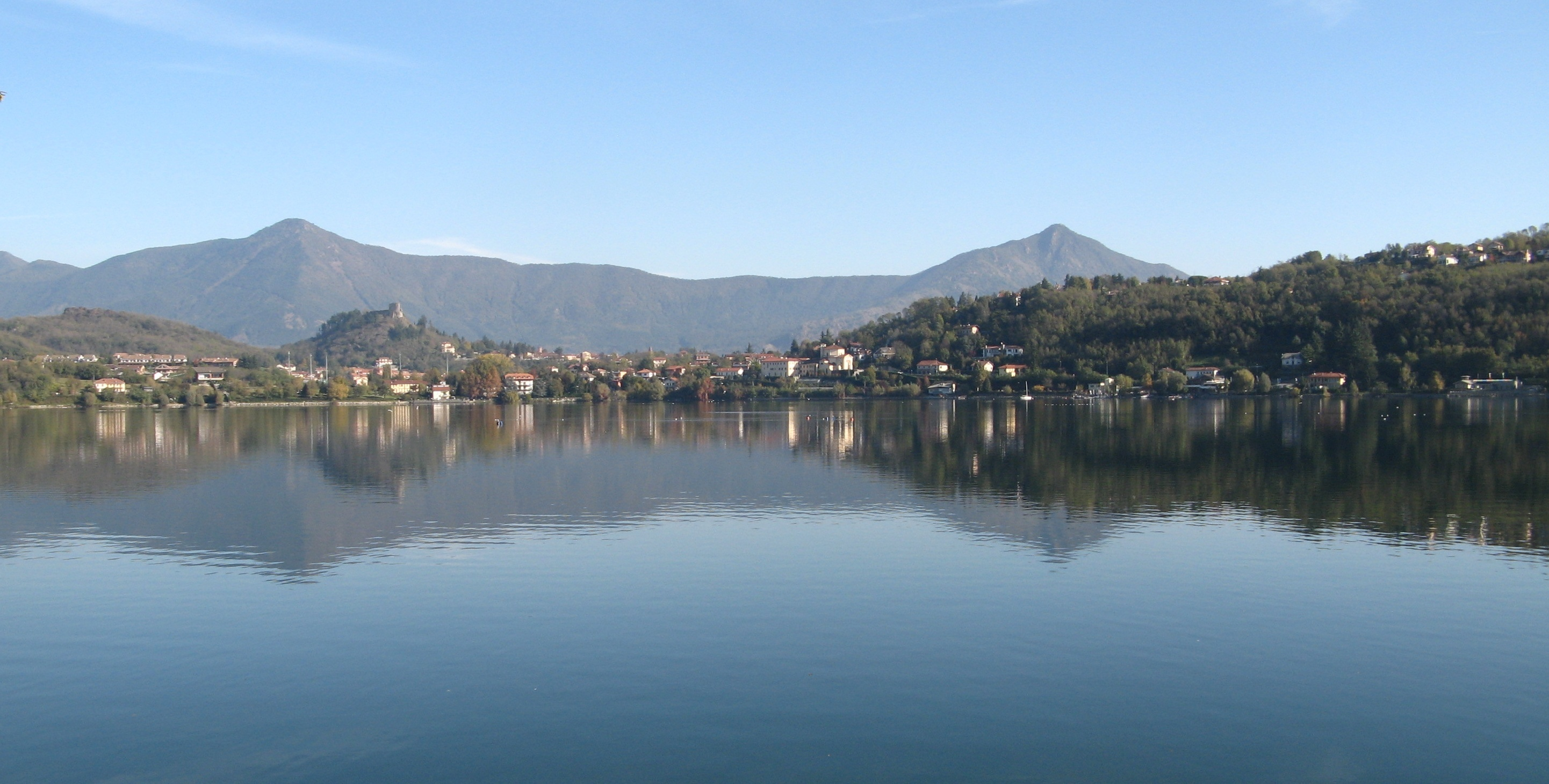
Lago “Grande”

## Evolución demográfica
| Gráfica de evolución demográfica de Avigliana entre 1861 y 2001 |
|                                                                 |
| Fuente ISTAT - elaboración gráfica de Wikipedia                 |